# Schillersdorfer Teerofen
Schillersdorfer Teerofen, von der Lokalbevölkerung fälschlichwerwiese auch Granzower Teerofen genannt, ist ein Wohnplatz der Stadt Mirow im Landkreis Mecklenburgische Seenplatte (Mecklenburg-Vorpommern).

## Geographie und Verkehrsanbindung
Der Schillersdorfer Teerofen liegt am östlichen Ufer des Großen Kotzower Sees, der einer Seenkette angehört, über die man das Granzower Möschen und den Mirower See in südlicher Richtung und den Leppinsee und den Mössel in nördlicher Richtung erreicht.
Eine größtenteils unbefestigte Straße führt aus Richtung Granzow zum Schillersdorfer Teerofen. Über diese erreicht man nach ca. 4 km durch die Granzower Tannen Schillersdorf.
Die Ansiedlung besteht aus zwei Höfen mit mehreren Bootshäusern und Stegen.

## Geschichte
Von 1700 bis 1844 war hier ein Teerofen in Betrieb, der namensgebend für den Ort ist.